# Раєн О'Берн
Раєн Девід О'Берн (англ. Ryan David O'Byrne; 19 липня 1984, м. Вікторія, Канада) — канадський хокеїст, захисник. Виступає за «Колорадо Аваланш» у Національній хокейній лізі.  
Виступав за Корнельський університет (NCAA), «Гамільтон Бульдогс» (АХЛ), «Монреаль Канадієнс».
В чемпіонатах НХЛ — 259 матчів (3+30), у турнірах Кубка Стенлі — 19 матчів (0+0).
Досягнення
- Володар Кубка Колдера (2007).